# Tetrahidrogestrinona

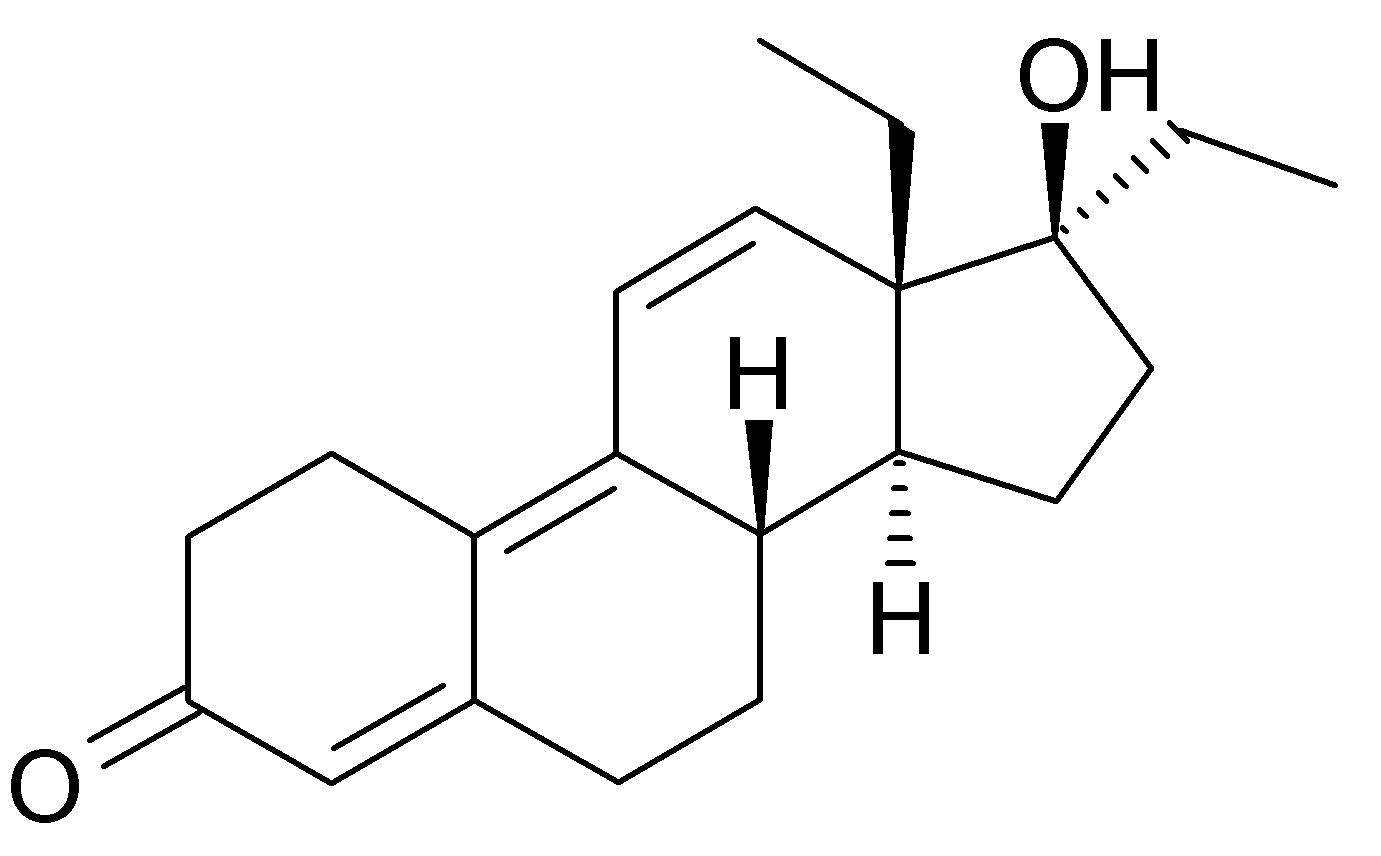
Fórmula de la molécula tetrahidrogestrinona

La Tetrahidrogestrinona, también conocida como THG, es un esteroide anabolizante de última generación que pertenece al grupo de las llamadas "drogas de diseño", y que en los últimos años fue utilizada por numerosos deportistas de Estados Unidos con el fin de mejorar de modo fraudulento su rendimiento deportivo. 
Es de la misma familia que la Gestrinona y la Trembolona, dos potentes esteroides que ya estaban en la lista de sustancias prohibidas. La particularidad del THG es que fue específicamente sintetizada con el fin de no ser detectada por los controles antidopaje.
A diferencia de la Gestrinona y la Trembolona el color de esta sustancia es negro; Siendo fácil de identificar ya que es único en su tipo.

## Historia de la THG
La existencia de esta droga se hizo pública a raíz de una investigación iniciada en junio de 2003 por la Agencia Antidopaje de Estados Unidos (USADA). Todo se inició con un envío anónimo que les llegó y que contenía una jeringuilla con restos de un esteroide de nueva generación hasta entonces indetectable por los controles. Además, el anónimo apuntó a los laboratorios BALCO (situados en San Francisco) como el origen de la sustancia y dio los nombres de los atletas que la estaban utilizando. 
Más tarde se sabría que el anónimo que envió la muestra era Trevor Graham, que había sido entrenador de varios atletas de primera línea, entre ellos el plusmarquista mundial de los 100 metros Tim Montgomery, o la triple campeona olímpica en Sídney 2000 Marion Jones.
Los primeros análisis fueron realizados en la Universidad de California (UCLA) por el Dr. Don Catlin, que fue quien identificó el esteroide anabólico como Tetrahidrogestrinona, o THG, y dio la voz de alerta. A raíz del descubrimiento Catlin también puso en marcha los test para detectar la THG en los controles antidopaje.
La investigación desarrollada en los meses siguientes fue aclarando los detalles de la trama. Numerosos testigos e implicados fueron llamados a declarar ante la USADA. Se descubrió que BALCO, una compañía dedicada a los suplementos nutricionales para deportistas con sede en San Francisco y fundada por Victor Conte, era la fabricante de esta droga, que luego era distribuida a deportistas de primer nivel por el entrenador Greg Anderson, quien la identificaba simplemente como "clear".
Presionado por los investigadores, Victor Conte, considerado el creador del THG, les dio una lista con los deportistas a los que había proporcionado esta droga. En la lista estaban atletas como Marion Jones, Tim Montgomery, Kelli White o Chryste Gaines, además famosos jugadores de béisbol como Barry Bonds o Jason Giambi, o de fútbol americano, como Bill Romanowski.
Aunque el llamado "caso Balco" aún no está cerrado, a raíz de las investigaciones de la USADA varios deportistas como Tim Montgomery o Chryste Gaines han sido duramente sancionados incluso sin haber dado positivo en ningún control antidopaje, pues se considera probado que consumieron THG. Por otro lado, el fundador de BALCO, Victor Conte también ha sido condenado, en este caso a penas de cárcel.
- Datos: Q416940
- Multimedia: Tetrahydrogestrinone / Q416940